# Osthryth
Osthryth (m. 697), reina de los Mercianos, fue la esposa del Rey Æthelred e hija de Oswiu de Northumbria y su segunda esposa Eanflæd. Fue asesinada por los nobles de Mercia.
Osthryth no fue la primera de su familia en convertirse en reina de Mercia. Su hermana Alhflæd se había casado con Peada, el rey del sur de Mercia 654-656. Después de la muerte de Peada la muerte, presuntamente asesinado con la connivencia de Alhflæd, ella se retiró a Fladbury en Worcestershire, a juzgar por el topónimo, que significa "fortaleza de Flæde", y de su historia posterior: en algún momento en la década de 690 Æthelred concedió Fladbury a Oftfor, Obispo de Worcester, para restablecer la vida monástica; sin embargo, esta donación fue impugnada más tarde por Æthelheard, hijo de Oshere, que sostenía que la Æthelred no tenía ningún derecho a entregar Fladbury, ya que había sido la propiedad de Osthryth. Æthelheard reclamó como su pariente y heredero.
Æthelred y Osthryth amaron y favorecieron la Abadía de Bardney en el condado de Lincolnshire. Osthryth depositó allí los huesos de su tío Oswald de Northumbria, que fue venerado como un santo. Está claro a partir de esta historia que Osthryth jugó un papel en la promoción del culto de San Oswald. Muchos años después, ella convenció a Cyneburh, viuda de Oswald, detomar el velo.
Osthryth tuvo que lidiar con conflictos de lealtad. En 679 su hermano Egfrido de Northumbria se enfrentó a Æthelred, pereciendo Ælfwine, otro de sus hermanos. Beda nos dice que era "un hombre joven de unos dieciocho años de edad y una persona muy querida en ambos reinos, ya que el Rey Æthelred se había casado con su hermana".
El asesinato de Osthryth en 697 por nobles Mercianos queda sin explicar en las fuentes que lo mencionan. Ann Williams lo atribuye a la hostilidad entre Mercianos y la Northumbrianos, mientras que D. P. Kirby sugiere que puede haber sido obra de su hermana, en venganza por el asesinato de Peada. Finberg especula con la posibilidad de que ella y su pariente Oshere estuvieran intentando separar el reino de la Hwicce del control de Mercia.
Osthryth fue enterrada en la Abadía de Bardney.
Osthryth fue probablemente la madre del hijo de Æthelred, Ceolred, rey de Mercia de 709 a 716.